# Pfarrkirche Peilstein

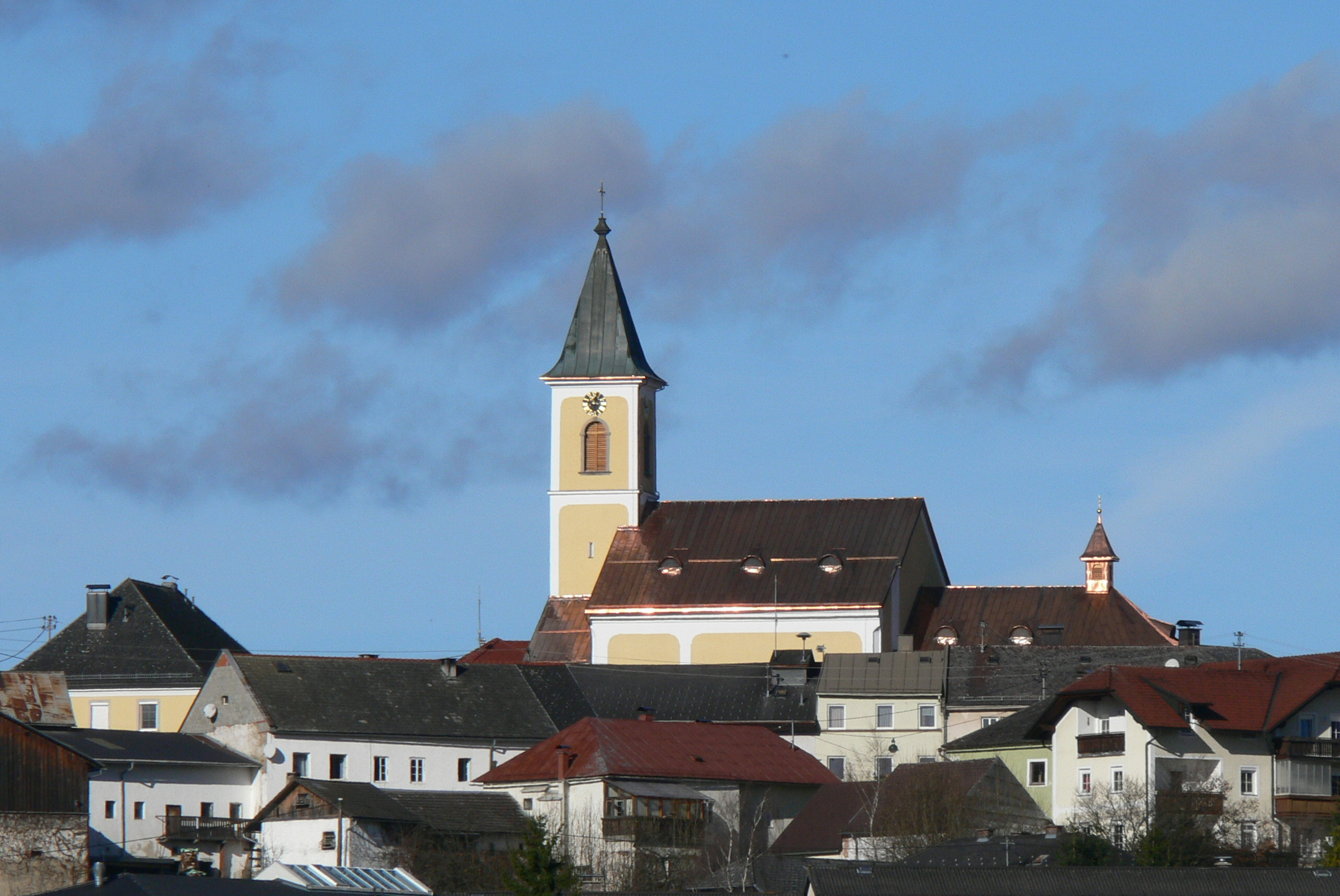
Katholische Pfarrkirche Hll. Ägidius und Leonhard in Peilstein im Mühlviertel

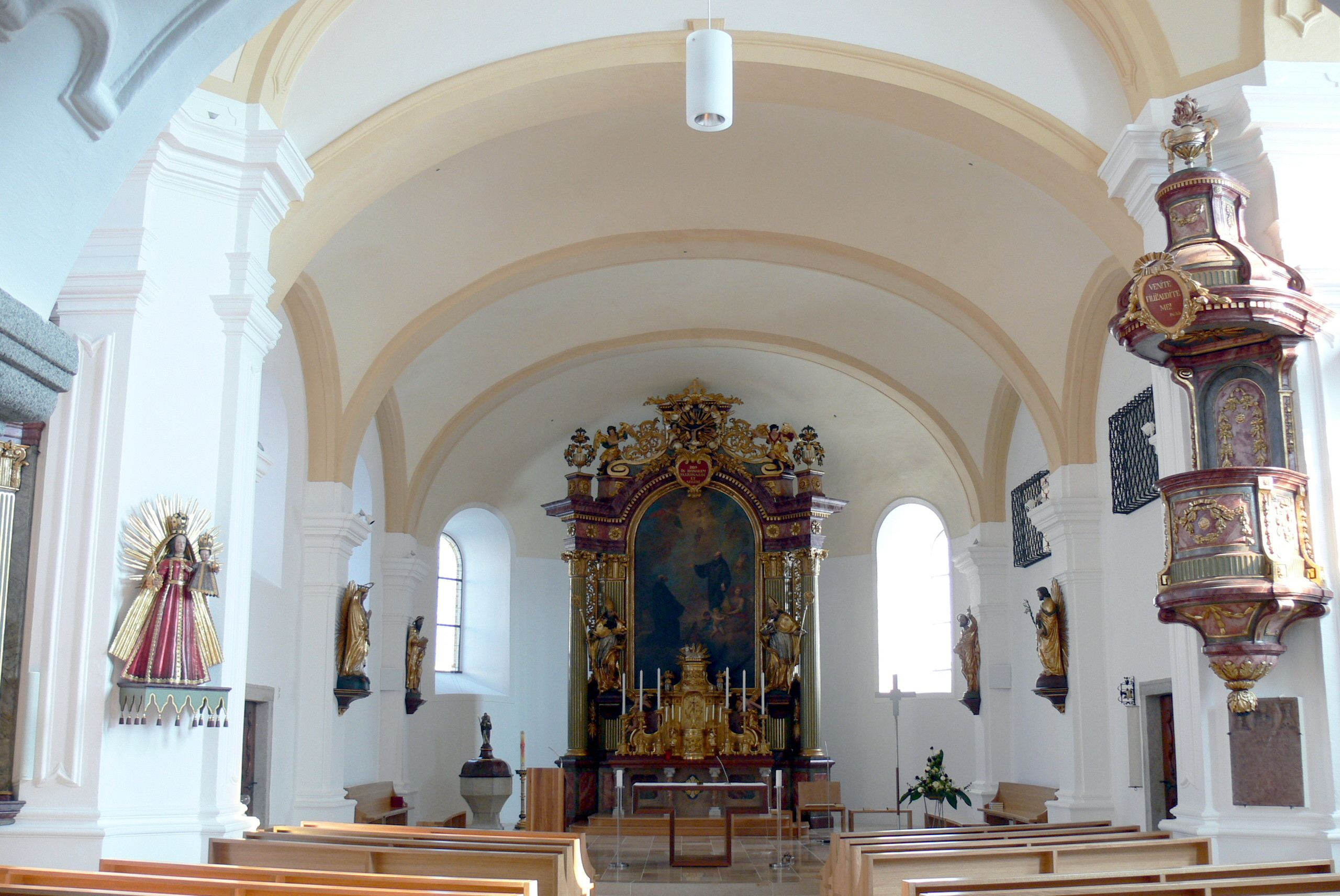
Langhaus, Blick zum Chor

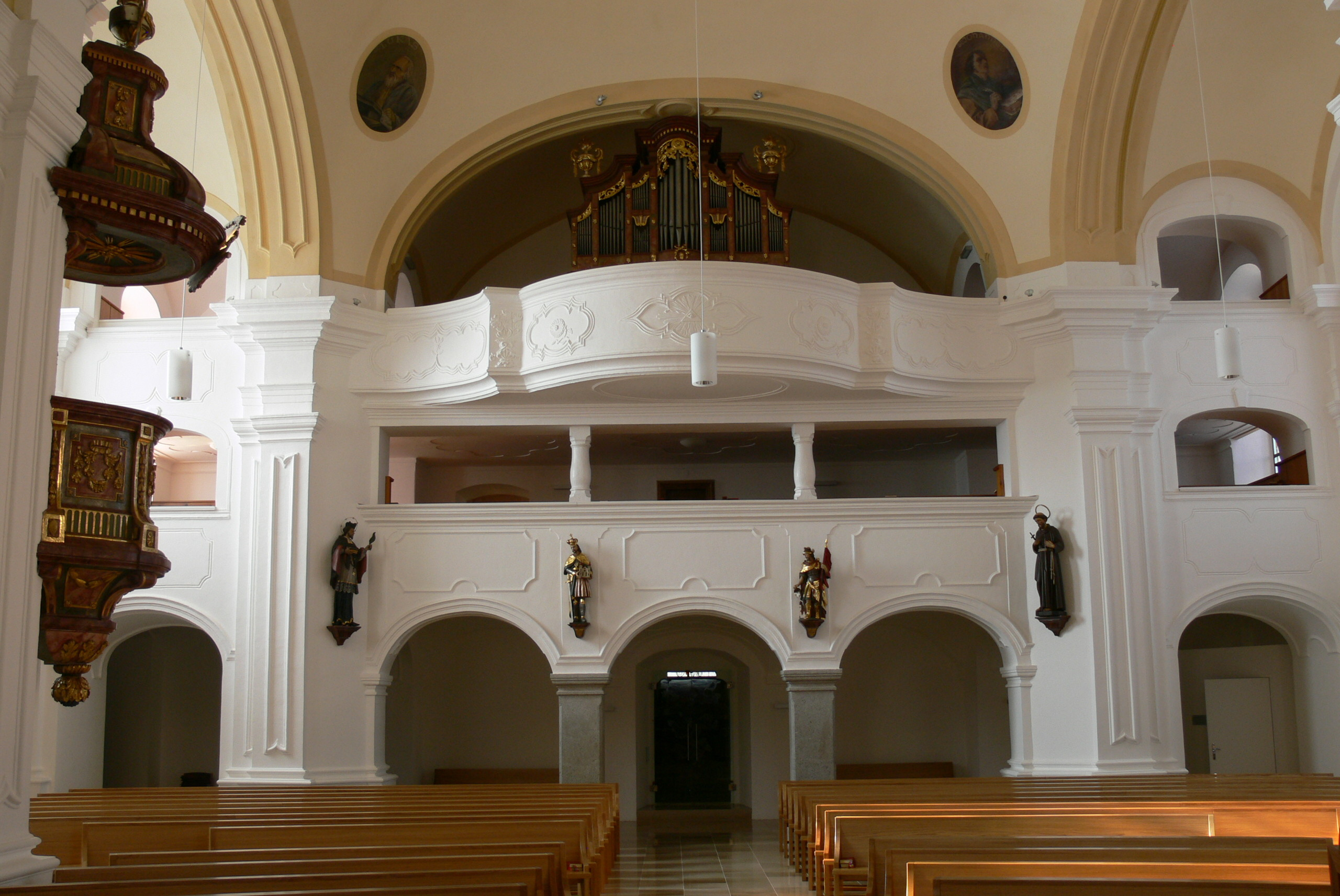
Langhaus, Blick zur Orgelempore

Die römisch-katholische Pfarrkirche Peilstein steht an einer erhöhten Stelle im Zentrum der Marktgemeinde Peilstein im Mühlviertel im Bezirk Rohrbach in Oberösterreich. Die dem Patrozinium der Heiligen Ägidius und Leonhard unterstellte Pfarrkirche gehört zum Dekanat Sarleinsbach in der Diözese Linz. Die Kirche steht unter Denkmalschutz (Listeneintrag).

## Geschichte
Seit 1430 war Peilstein ein Pfarrvikariat der Pfarre Sarleinsbach und wurde 1891 eine selbständige Pfarre.
Die heutige Kirche unter Verwendung von Teilen der Vorgängerkirche wurde den Plänen des Baumeisters Johann Matthias Krinner im dritten Drittel des 18. Jahrhunderts erbaut und 1797 geweiht. 1843 wurde der Friedhof wegverlegt. 1848 brannte das Glockengeschoß im Turm. Die Kirche wurde 1874/1887, 1947, 1975 und 1981 innen und 1927, 1954, 1968 mit dem Dach, und 1975 außen restauriert.

## Architektur
Das breit gelagerte spätbarocke Langhaus über einen leicht querrechteckigen Grundriss mit drei Fensterachsen hat einen überkuppelten Zentralraum mit einem kuppeligen Platzlgewölbe mit seitlichen tonnengewölbten schmalen Anräumen und ein vorgelagertes westliches Emporenjoch mit einer dreigeschoßigen Empore. Der zweijochige wohl ältere barocke Chor in der Breite des Langhaushauptraumes ist niedriger, der Chor schließt außen gerade und innen halbkreisförmig mit gurtunterlegten Platzlgewölben auf Pilastern. Vor der Westfront steht mittig der hohe Turm, die unteren Geschoße sind gotisch, südlich vom Turm steht ein dreigeschoßiges Treppenhaus zum Turm und zur Empore. Im südlichen Chorwinkel steht eine zweigeschoßige Sakristei, im nördlichen Chorwinkel steht eine Lourdeskapelle mit einer Lourdesgrotte aus dem Ende des 19. Jahrhunderts. Am südwestlichen Eck des Langhauses steht eine Portalvorhalle.
Die ovalen Deckenbilder in den Gewölbezwickeln des Zentralraumes zeigen die Vier Evangelisten um 1790.

## Ausstattung
Die spätbarocke frühklassizistische Einrichtung schufen Josef Teitl und Ignaz Hiebel 1789 mit dem Hochaltar, beide Seitenaltäre und die Kanzel.
Der mächtige Hochaltar mit seitlichen Pilastern und vorgestellten Säulen zeigt das Altarblatt Hll. Ägidius und Leonhard von Anton Hitzenthaler der Ältere 1789.
Die Kreuzwegreliefs schuf Ferdinand Stuflesser 1882.
Die Orgel baute Nikolaus Rummel 1798 und wurde von Herbert Gollini 1981/1982 restauriert, der breite gedrungene neunfeldrige Vierfußprospekt mit einem höheren Mittelturm hat I Man./12. Reg.

## Grabdenkmäler
Es gibt Platten und Inschrifttafeln neben den Seitenaltären und der Kanzel: Zu Balthasar Eder gestorben 1758, Christian Grosch gestorben 1716 auf Rotmarmor mit Vanitassymbolen, Andreas Jazlauer gestorben 1734 auf Speckstein, Gustav Fischer gestorben 1887 neben der Sakristeitür.